# Senna podocarpa
Senna podocarpa là một loài thực vật có hoa trong họ Đậu. Loài này được (Guill. & Perr.) Lock miêu tả khoa học đầu tiên.